# Bulatovci
Ne doit pas être confondu avec Bulatović ou Bulatovići.
Bulatovci (en cyrillique : Булатовци) est un village de Bosnie-Herzégovine. Il est situé dans la municipalité de Kalesija, dans le canton de Tuzla et dans la fédération de Bosnie-et-Herzégovine. Selon les premiers résultats du recensement bosnien de 2013, il compte 377 habitants.

## Histoire
Sur le territoire du village se trouvent les nécropoles de Mramorje et de Strane qui abritent en tout 28 stećci, un type particulier de tombes médiévales ; elles sont inscrites sur la liste des monuments nationaux de Bosnie-Herzégovine.

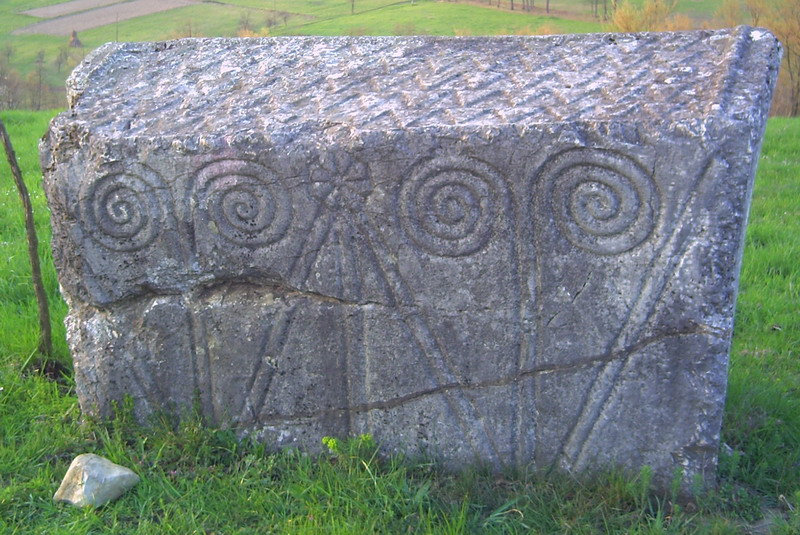
Un stećak dans la nécropole de Mramorje

## Démographie

### Évolution historique de la population
| 1948 | 1953 | 1961 | 1971 | 1981 | 1991 | 2013 |
| ---- | ---- | ---- | ---- | ---- | ---- | ---- |
| -    | -    | 361  | 476  | 582  | 380  | 377  |

|  |

### Répartition de la population par nationalités (1991)
En 1991, les 380 habitants du village étaient tous Musulmans (bosniaques).